# شارون هانت
شارون هانت (انگلیسی: Sharon Hunt؛ زادهٔ ۱۱ اکتبر ۱۹۷۷) چابک‌سوار، و سوارکار اهل بریتانیا است.